# Lubię, kiedy kobieta
Lubię, kiedy kobieta... – drugi solowy album Michała Żebrowskiego z muzyką Andrzeja Smolika do wierszy znanych polskich poetów: Kazimierza Przerwy-Tetmajera, Adama Mickiewicza, Haliny Poświatowskiej, Adama Asnyka, Marii Pawlikowskiej-Jasnorzewskiej, Stanisława Grochowiaka, Edwarda Stachury. Na płycie zaśpiewały: Katarzyna Stankiewicz, Katarzyna Nosowska, Anna Maria Jopek, Katarzyna Groniec. Płyta otrzymała Nagrodę Muzyczną Fryderyk.

## Lista utworów
1. "Musisz mi pomóc" (duet z Anną Marią Jopek) – 03:07
2. "Przywitanie" (duet z Kasią Nosowską) – 03:45
3. "Upojenie" (duet z Anną Marią Jopek) – 03:52
4. "Niepewność" (duet z Kasią Stankiewicz) – 03:31
5. "Nie bój się kochać" (duet z Kasią Stankiewicz) – 03:30
6. "Tęsknota" (duet z Anną Marią Jopek) – 03:16
7. "Mów do mnie jeszcze" (duet z Kasią Nosowską) – 02:44
8. "Zanurzcie mnie w niego" (duet z Kasią Stankiewicz) – 03:42
9. "Wszystkie cnoty" (duet z Anną Marią Jopek) – 04:10
10. "Między nami nic nie było" (duet z Kasią Nosowską) – 02:16
11. "Obietnica ust" (duet z Kasią Stankiewicz) – 03:42
12. "Ja nie chcę wiele" (duet z Kasią Groniec) – 03:11 (na reedycji albumu)